# آی‌ان‌اس رانا (دی۵۲)
آی‌ان‌اس رعنا (دی۵۲) (به انگلیسی: INS Rana (D52)) یک کشتی است که طول آن ۱۴۷ متر (۴۸۲ فوت) می‌باشد. این کشتی در سال ۱۹۷۸ ساخته شد.